# Michael Kundi
Michael Kundi (né en 1950) est le président de l'Institute of Environmental Health de l'Université de médecine de Vienne (en Autriche). 

## Formation
Kundi a fréquenté l'Université de Vienne où il a étudié la psychologie, la médecine et les mathématiques. Il y a reçu son doctorat en 1979. 
En 1989, il a reçu une habilitation en épidémiologie et santé au travail, également à l'Université de médecine de Vienne.
En 2004, il est nommé président de l' Institute of Environmental Health de l'université de médecine

## Enseignements
Il est parallèlement enseignant à l'Université de médecine de Vienne, à l'Université de Vienne, à l'Université du Danube (à Krems) et donne des cours de troisième cycle en médecine du travail, hygiène hospitalière et médecine environnementale. 

## Recherches
Ses centres d'intérêt portent sur l'épidémiologie expérimentale, clinique, de terrain et en laboratoire, relative aux  facteurs environnementaux et professionnels de santé. 
Il participe au comité sur la  vaccination du haut conseil de santé publique d'Autriche. 
Il est chef du groupe de travail toxicologie du Comité de la pollution intérieure du ministère de l'Environnement ; et vice-directeur du Comité autrichien sur la réduction du bruit. Il est membre de plusieurs comités de normalisation de l'institut autrichien de normalisation. Et il a notamment travaillé sur les effets des champs életromagnétiques des téléphones portables,

## Publications
Michael Kundi a publié plus de 200 articles scientifiques dans divers journaux scientifiques à comité de lecture, ; Il est rédacteur consultant pour la biostatistique pour les Archives internationales d'allergie et d'immunologie ; et membre de plusieurs comités de rédaction d'autres revues scientifiques.